# Романычев, Игорь Сергеевич
Игорь Сергеевич Романычев (7 декабря 1934, Ярославль — 1 июня 2008, Москва) — советский военачальник, организатор производства, начальник Центрального научно-исследовательского института специальной техники Оперативно-технического управления Комитета государственной безопасности (КГБ) при Совете Министров СССР — КГБ СССР — Министерства безопасности Российской Федерации (1975—1993), лауреат Государственной премии Российской Федерации, генерал-майор.

## Биография
Родился 7 декабря 1934 года в городе Ярославль Ивановской Промышленной области (ныне — Ярославской области).
До 1941 года семья Романычевых (отец – военнослужащий, мать – воспитатель в детском саду.) проживала в Ярославле, а в 1941 году переехала в город Омск в связи с переводом отца. В 1942 году в Омске поступил учиться в первый класс средней школы. В 1945 году семья вернулась в Ярославль, где Игорь продолжал учебу в средней школе № 33 имени Карла Маркса, которую окончил в 1952 году. 
В 1952 году поступил на радиотехнический факультет Ленинградского политехнического института имени М. И. Калинина (ныне — Санкт-Петербургский политехнический университет Петра Великого) в городе Ленинград (ныне — Санкт-Петербург), который окончил в 1958 году по специальности «полупроводниковая электроника». 
С 1958 года работал в Новгороде: старший инженер в организациях п/я 11 (завод «Волна») (1958—1959) и п/я 21 (завод полупроводниковых триодов) (1959—1961), главный технолог Новгородского завода полупроводниковых триодов (с 1961 года). В 1962 году вступил в КПСС.
В дальнейшем до 1970 года работал на предприятиях электронной промышленности в Зеленограде и Солнечногорске, став директором завода.
С 1970 года — в органах государственной безопасности. В 1975—1993 годах — начальник Центрального научно-исследовательского института специальной техники (ЦНИИСТ) Оперативно-технического управления (ОТУ) Комитета государственной безопасности (КГБ) при Совете Министров (СМ) СССР (с июля 1978 года — КГБ СССР) — Министерства безопасности Российской Федерации (с января 1992 года) в городе Железнодорожный Московской области, который в целях конспирации именовался заводом «Прогресс» (в/ч 35533), и имел в своем составе опытный завод, конструкторское бюро, бюро технической информации, ряд научно-исследовательских лабораторий и другие подразделения.
В должности начальника ЦНИИСТ — крупного научно-производственного объединения и градообразующего предприятия наиболее полно раскрылись лучшие качества И. С. Романычева, его знания, опыт, талант умелого руководителя, организатора и общественного деятеля. Внёс большой вклад в создание технических средств, развитие и укрепление материально-технической базы органов государственной безопасности страны. За заслуги в разработке и создании ряда образцов специальной техники был удостоен звания лауреата Государственной премии Российской Федерации в области науки и техники.
С постоянным ростом научно-технического прогресса в руководимом И. С. Романычевым НИИ создавались новые подразделения. Так, в частности, 25 июня 1975 года, когда Игорь Сергеевич только возглавил институт, был подписан приказ о создании в составе ЦНИИСТ ОТУ КГБ при СМ СССР лаборатории прикладной психофизиологии (лаборатории № 30).
В 1980-х годах, благодаря настойчивости Игоря Сергеевича, были решены многие вопросы научного, производственного и социального характера. При его непосредственном участии в микрорайоне Павлино города Железнодорожный было построено две школы, шесть детских садов, ведомственная поликлиника, пожарное депо и начато строительство микрорайона Южное Кучино. За эти заслуги в дальнейшем постановлением главы города от 21.02.2002 № 570 И. С. Романычеву было присвоено звание «Почётный гражданин города Железнодорожный».
Неоднократно избирался депутатом Железнодорожного городского Совета.
Указом Президента Российской Федерации от 2 июля 1993 года генерал-майор И. С. Романычев был уволен с военной службы.
Умер 1 июня 2008 года. Похоронен в Москве на Троекуровском кладбище.
Лауреат Государственной премии Российской Федерации.
Почётный гражданин города Железнодорожный (21.02.2002).
Кандидат технических наук.
Генерал-майор.

## Награды
- 2 ордена Трудового Красного Знамени (в т. ч. — 24.06.1986);
- орден «Знак Почёта»;
- медали СССР и Российской Федерации;
- иностранные ордена и медали.

## Память
В честь И. С. Романычева названа улица в микрорайоне Новое Павлино города Балашиха, на доме №1 которой ему 7 декабря 2023 года открыта мемориальная доска.